# Cottoclinus canops
Cottoclinus canops är en fiskart som beskrevs av Mccosker, Stephens och Richard H. Rosenblatt 2003. Cottoclinus canops ingår i släktet Cottoclinus och familjen Labrisomidae. IUCN kategoriserar arten globalt som otillräckligt studerad. Inga underarter finns listade i Catalogue of Life.